# Naúka (editorial)
Naúka (del ruso: Нау́ка), anteriormente conocida como Akademícheski nauchno-izdátelski, proizvodstvenno-poligrafícheski i knigorasprostranítelski tsentr Rosíyskoi akademii nauk "Izdátelstvo Naúka" (Академический научно-издательский, производственно-полиграфический и книгораспространительский центр Российской академии наук «Издательство „Наука“»; abreviatura Akademizdattsentr "Naúka" RAN -Академиздатцентр «Наука» РАН-) es una editorial soviética y rusa de libros y revistas de la Academia de las Ciencias de Rusia. Era la mayor editorial científica de la Unión Soviética.

## Historia
Fundada en la Unión Soviética el 14 de abril de 1923 con el nombre Izdátelstvo Rosiyskoi akademii nauk (Издательство Российской академии наук, "Editorial de la Academia de Ciencias de Rusia"), estableciéndose inicialmente en Petrogrado. El primer director de la editorial fue el académico Aleksandr Fersman y la primera edición en ver la luz fue, a finales de 1924, "Izvéstiya Rosiyskoi akademii nauk" (Известия Российской академии наук, "Noticias de la Academia de Ciencias de Rusia"). Tras el cambio de nombre de la Academia de Ciencias, se modificó igualmente el nombre de la editorial, que desde agosto de 1925 pasó a conocerse como Izdáteltsvo Akademii nauk SSSR (Издательство Академии наук СССР, "Editorial de la Academia de Ciencias de la URSS").
En el estatuto de la Academia de Ciencias de la URSS de 1927 se determinó que el director de la editorial sería elegido de entre los académicos por la Asamblea General de la AN SSSR. En 1930 se creó como órgano director de la editorial el Consejo Redactor-Editorial (Редакционно-издательский совет, РИСО; Redaktsionno-izdátelski sovet, RISO) de la Academia de Ciencias de la URSS, cuyo presidente sería el secretario de la Academia, y cuya composición era elegida por la Asamblea General de la misma. En 1931, se formó el departamento de distribución de la editorial, que siete años más tarde, en 1938, fue transformado en la organización independiente Akademkniga (Академкнига) que se ocupaba de la distribución de la literatura producida por la editorial. A finales de la década de 1980, Akademkniga tenía secciones en muchas grandes ciudades del país, representada por una red de librerías en toda la Unión Soviética que difundían las obras de la editorial Naúka.
La sede de la editorial fue trasladada en 1934 a Moscú, creándose la filial de Leningrado de la Editorial de la Academia de Ciencias de la URSS. Durante la Gran Guerra Patria, la editorial fue evacuada de Moscú a Kazán.
La Editorial de la Academia de Ciencias de la URSS fue rebautizada como Naúka ("Ciencia") en 1963. En ese año, el número de obras publicadas anualmente por la editorial superó los dos mil, y el volumen total alcanzó las 38 000 páginas publicadas. Al año siguiente, 1964, se integró a la editorial Náuka la editorial independiente Fizmatguiz (actualmente Fizmatlit, como sección que se ocupa de las obras físico-matemáticas y técnicas) y la sección editorial de Literatura Oriental. Más adelante, en ese año se creó la sección siberiana.
En 1970, la editorial empleaba cuatro imprentas (dos en Moscú, una en Leningrado y una en Novosibirsk. Para 1972, eran producidos 135 títulos de revistas científicas, incluyendo 31 revistas dedicadas a la Física y a las Matemáticas, 24 revistas de Química, 29 de Biología y 5 de divulgación científica (Priroda -Природа, "Naturaleza"-, Zemliá i Vselénnaya -Земля и Вселенная, "Tierra y Universo"-, Jímiya i zhizn -Химия и жизнь, "Química y vida"-, Kvant -Квант, "Cuanto"-, y Rúskaya rech -Русская речь, "La lengua rusa"). La editorial editaba asimismo las revistas Doklady AN SSSR ("Informes de la Academia de Ciencias de la URSS") y Véstnik AN SSSR ("Boletín de la Academia de Ciencias de la URSS").
La editorial recibió la Orden de la Bandera Roja del Trabajo en 1973 y su sección de Leningrado la recibió en 1978.
A principios de la década de 1980, se creó la sección de Literatura en lenguas extranjeras, que se encargaría de publicar una revista de divulgación, Naúka v SSSR (Наука в СССР, "Ciencia en la URSS") en los idiomas ruso, inglés, alemán y español.
Tras la disolución de la URSS, secciones y la redacción de la editorial Naúka formaron las editoriales independientes que conforman el Akademizdattsentr Naúka de la Academia de Ciencias de Rusia, organización en la que también permanecería Akademkniga.
La editorial ha recibido críticas por su política de no publicar los artículos en Internet, debida al riesgo de descenso de las suscripciones, así como por la situación prácticamente monopolítica en manos de Naúka de las publicaciones científicas en Rusia, lo que entraña un alto precio en los ejemplares, y la dificultad para acceder por parte del público a los contenidos de divulgación.